# Joan Tarrés
Joan Tarrés Fortuny né le 8 mai 1996, est un joueur espagnol de hockey sur gazon. Il évolue au poste d'attaquant à l'Atlètic Terrassa HC et avec l'équipe nationale espagnole.

## Carrière
Il a fait ses débuts le 6 juillet 2017 pour un tournoi sur invitation à 4 équipes à Terrassa.

## Palmarès
- : 2e à l'Euro 2019